# Hwang Hye-young
Hwang Hye-young (n. 16 iulie 1966, Jeungpyeong County⁠(d), Chungcheong de Nord, Coreea de Sud) este o jucătoare de badminton ce a reprezentat Coreea de Sud, medaliată olimpică. A participat la 2 ediții ale Jocurilor Olimpice (1988, 1992) în care a câștigat o medalie de aur.